# Koto Panjang (Depati Vii)
Koto Panjang is een bestuurslaag in het regentschap Kerinci van de provincie Jambi, Indonesië. Koto Panjang telt 977 inwoners (volkstelling 2010).